# Warlock (1989)
Warlock (no Brasil, Warlock: O Demônio, e em Portugal, Sortilégio) é um filme de terror americano de 1989, produzido e dirigido por Steve Miner e estrelado por Julian Sands, Lori Singer, e Richard E. Grant. Ele foi escrito por David Twohy. A trilha sonora foi produzida por Jerry Goldsmith.